# Dyskografia Chevelle
Lista przedstawia dyskografię zespołu Chevelle

## Albumy studyjne
| # | Tytuł                                  | Rok              | Wytwórnia            | Format     |
| - | -------------------------------------- | ---------------- | -------------------- | ---------- |
| 1 | Point #1                               | 4 maja 1999      | Squint Entertainment | CD, kaseta |
| 2 | Wonder What's Next                     | 27 sierpnia 2002 | Epic Records         | CD         |
| 3 | This Type of Thinking (Could Do Us In) | 21 września 2004 | Epic Records         | CD         |
| 4 | Vena Sera                              | 3 kwietnia 2007  | Epic Records         | CD         |
| 5 | Sci-Fi Crimes                          | 31 sierpnia 2009 | Epic Records         | CD         |

## Albumy koncertowe
| # | Tytuł               | Rok                  | Wytwórnia    | Format |
| - | ------------------- | -------------------- | ------------ | ------ |
| 1 | Live from the Norva | 14 października 2003 | Epic Records | DVD    |
| 2 | Live from the Road  | 11 listopada 2003    | Epic Records | CD     |

## Single
| #  | Tytuł                        | Rok  | Album                                  |
| -- | ---------------------------- | ---- | -------------------------------------- |
| 1  | Point #1                     | 2000 | Point #1                               |
| 2  | Mia (singel)                 | 2000 | Point #1                               |
| 3  | The Red                      | 2002 | Wonder What's Next                     |
| 4  | Send the Pain Below          | 2003 | Wonder What's Next                     |
| 5  | Closure (singel)             | 2003 | Wonder What's Next                     |
| 6  | Vitamin R (Leading Us Along) | 2004 | This Type of Thinking (Could Do Us In) |
| 7  | The Clincher                 | 2005 | This Type of Thinking (Could Do Us In) |
| 8  | Panic Prone                  | 2005 | Wonder What's Next                     |
| 9  | Well Enough Alone            | 2007 | Vena Sera                              |
| 10 | I Get It                     | 2007 | Vena Sera                              |
| 11 | The Fad                      | 2007 | Wonder What's Next                     |
| 12 | Jars                         | 2009 | Sci-Fi Crimes                          |

## Teledyski
| #  | Tytuł                          | Rok  | Reżyser          | Album                                  |
| -- | ------------------------------ | ---- | ---------------- | -------------------------------------- |
| 1  | "Mia"                          | 2000 | Jonathan Richter | Point #1                               |
| 2  | "Point #1"                     | 2000 | Ulf Buddensieck  | Point #1                               |
| 3  | "The Red"                      | 2002 | Nathan Cox       | Wonder What's Next                     |
| 4  | "Send the Pain Below"          | 2003 | Robert Hales     | Wonder What's Next                     |
| 5  | "Closure"                      | 2004 | Sam Erickson]    | Wonder What's Next                     |
| 6  | "Vitamin R (Leading Us Along)" | 2004 | Nathan Cox       | This Type of Thinking (Could Do Us In) |
| 7  | "The Clincher"                 | 2005 | Nathan Cox       | This Type of Thinking (Could Do Us In) |
| 8  | "Well Enough Alone"            | 2007 | Brian Weber      | Vena Sera                              |
| 9  | "I Get It"                     | 2007 | ?                | Vena Sera                              |
| 10 | "The Fad"                      | 2008 | ?                | Vena Sera                              |